# Chomelia parviflora
Chomelia parviflora är en måreväxtart som först beskrevs av Johannes Müller Argoviensis, och fick sitt nu gällande namn av Johannes Müller Argoviensis. Chomelia parviflora ingår i släktet Chomelia och familjen måreväxter. Inga underarter finns listade i Catalogue of Life.